# 门利兴山

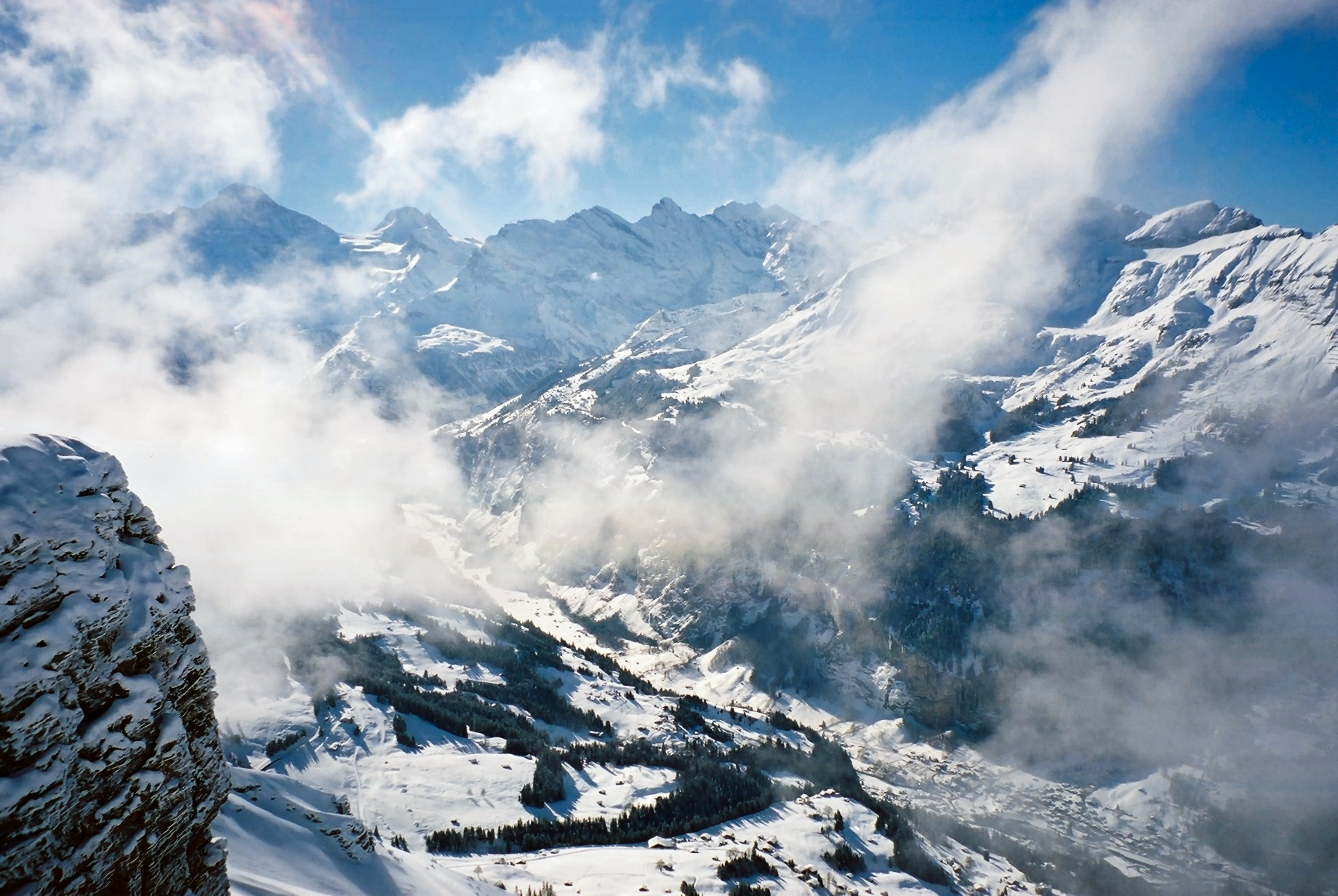
门利兴山望向冬季勞特布倫嫩山谷一景。

门利兴山（德語：Männlichen，發音：[ˈmɛnlɪçn̩] ⓘ）是位於瑞士阿爾卑斯山脈的一座山峰，高2,343米。城市卡拉奧拉的一座羅馬天主教的主教座堂。门利兴山也是一個著名的觀光和滑雪景點。

## 外部連結
- Männlichen on Hikr （页面存档备份，存于）
- 360° Panorama from Mannlichen summit on Photosynth[]